# 科別利亞喬克河
科別利亞喬克河（烏克蘭語：Кобелячок），是烏克蘭的河流，位於該國中部，屬於第聶伯河的左支流，發源自烏利尼夫卡以東，流經波爾塔瓦州，河道全長35公里，流域面積230平方公里。